# ماورو أغوستيني
ماورو أغوستيني (بالإسبانية: Mauro Agostini) هو دراج أرجنتيني، ولد في 18 أكتوبر 1989 في رافاييلا في الأرجنتين.

## وصلات خارجية
- ماورو أغوستيني على موقع الاتحاد الدولي للدراجات (الإنجليزية)
- ماورو أغوستيني على موقع أرشيف الدراجات (الإنجليزية)
- ماورو أغوستيني على موقع إحصائيات الدراجات الإحترافية (الإنجليزية)
- ماورو أغوستيني على موقع نسبة الدراجات (الإنجليزية)